# Hôtel de ville de Pantin
L'hôtel de ville de Pantin est un édifice administratif abritant la mairie de Pantin, situé dans le département de Seine-Saint-Denis, en France.
Le bâtiment est en totalité inscrit monument historique par arrêté du 31 mai 2017. L'arrêté de classement du 14 novembre 2023 se substitue à l'arrêté d'inscription.

## Situation et accès
L'édifice est situé sur le territoire de la commune de Pantin, au sud-ouest du département de Seine-Saint-Denis. Il donne sur la place formée par l'intersection de l'avenue du Général-Leclerc et l'avenue Édouard-Vaillant.

## Historique
Depuis 1850, l'hôtel de ville était une résidence ayant appartenu à Beaumarchais, puis à Marie-Madeleine Guimard, danseuse de l'Opéra. La mairie fut provisoirement déplacée au no 139, rue d'Allemagne, pendant la guerre de 1870.
Toutefois, l'accroissement de la population de la ville justifia la construction d'un nouveau bâtiment.
Le nouvel hôtel de ville a été inauguré le 31 octobre 1886 par Jules Grévy.
Après l'inscription aux monuments historiques en 2017, la Municipalité lance une chantier de estimé à 3,2 millions d'euros pour une restauration de la toiture puis de la façade.

## Structure
L'édifice est de style éclectique, en l'occurrence moderne et Renaissance.
Il est orné d'un campanile, de hautes cheminées et d'une grande horloge sur la façade.
À l'intérieur, du vestibule un escalier à double révolution mène aux étages.

## Galerie

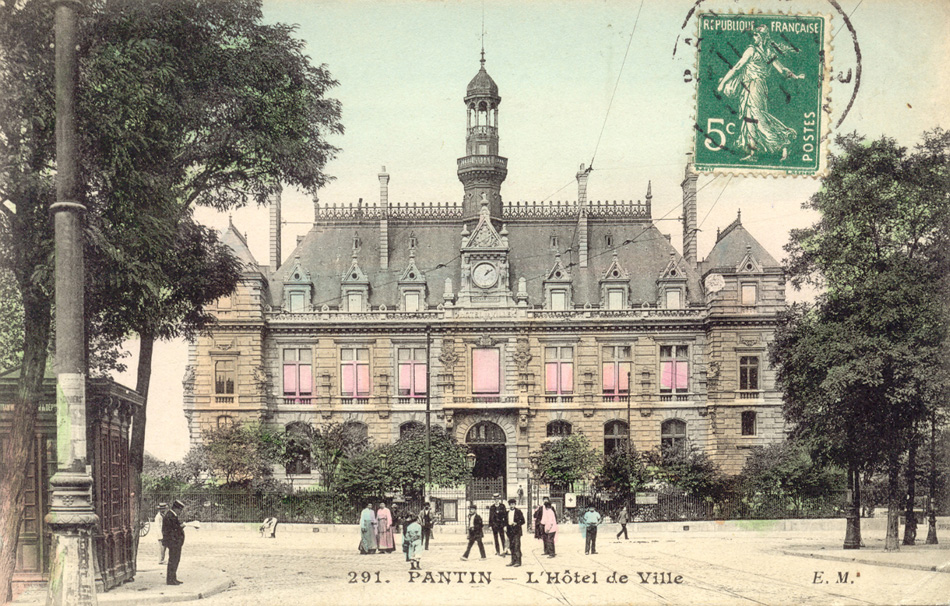
L'hôtel de ville au début du XXe siècle.
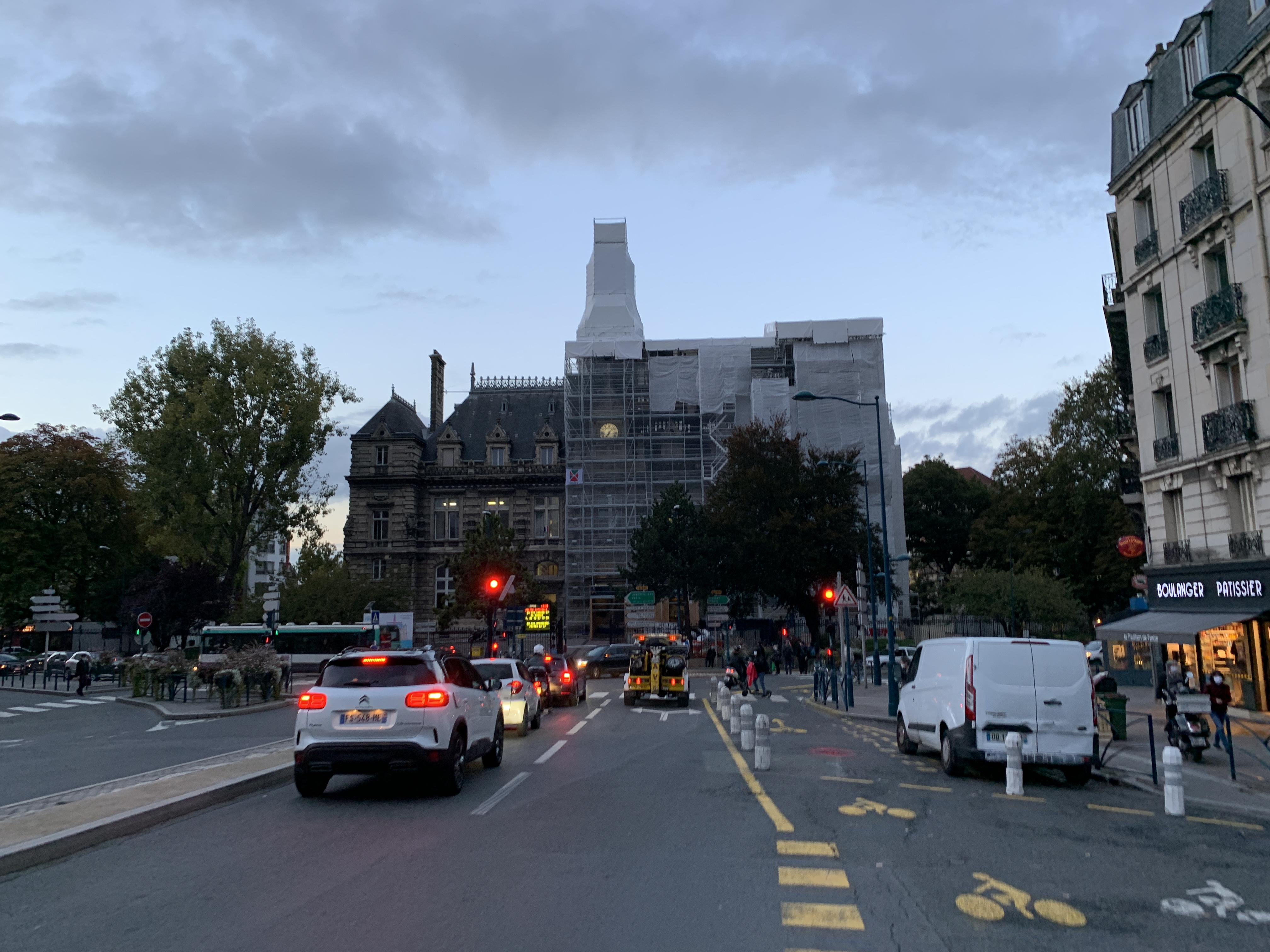
La façade de l'hôtel de ville en restauration, en octobre 2020.